# Хеви-метал
Хеви-метал (енгл. heavy metal) или само метал, је жанр рок музике. Одликује се агресивним и жестоким ритмом и веома појачаним и дисторзираним звуком гитара, најчешће са претенциозним текстовима и виртуозном свирачком техником. Хеви-метал је настао под утицајем хард рока, али је мање комерцијалан, агресивнији и често са бржим ритмовима. У хеви-металу се могу осетити и утицаји блуза, прогресивног рока и многих других стилова. Хеви-метал групе су састављене скоро искључиво од гитариста, басиста и бубњара. Врхунац популарности бележи 80-их година прошлог века.
Основна обележја хеви-метала су доминација гитара и изражен ритам. Међутим, у сваком од поджанрова хеви-метала једна или више наведених карактеристика изостаје, па се ти поджанрови у мањој или већој мери разликују од оригиналног хеви-метала.

## Инструменти
Најчешћа постава неке хеви метал групе састоји се од бубњара, басисте, ритам гитаристе, соло гитаристе и певача (који не мора свирати неки од инструмената). У појединим врстама хеви метала користе се и клавијатуре, док их други жанрови занемарују, иако појавом и развојем нових поджанрова клавијатуре постају све популарније. Звук гитаре који има јаку дисторзију, главно је обележје хеви метала и начин да се добије моћнији, „тешки“ звук. Нешто касније, хеви металом почињу доминирати много комплексније соло деонице и гитарски рифови. Хеви метал гитаристи користе "свип-пикинг", "тапинг" и остале усавршене технике брзог свирања тако да је код многих поджанрова виртуозност потиснула једноставност. Такође, као последица брзог технолошког развоја појавили су се многи нови начини генерисања вештачког гитарског звука.
Певачи метал музике се стилски значајно разликују. Њихове гласовне могућности и стилови крећу се од класичног хеви метал вокала Роба Халфорда из групе Џудас прист (распон гласа од неколико октава и класичног вокала Бруса Дикинсона из групе Ајрон мејден па до намерно храпавог гласа Лемија Килмистера из групе Моторхед, која комбинује хард рок заједно са хеви металом, и мешања метала са оперским вокалом (група Најтвиш и друге).
Почевши са групом Ху и Џимијем Хендриксом, рани хеви метал састави поставили су стандарде за јачину звука на концертима.
Касних седамдесетих постало је популарно коришћење две соло гитаре, тренд који су први увели састави Тин Лизи и Џудас прист. Без обзира на чињеницу да су две гитаре истовремено нешто раније користиле групе Вишбон еш, Скорпионс и AC/DC сматра се да је група Тин Лизи била прва која је две соло гитаре инвентивно инкорпорисала у свој хеви метал звук. Нешто касније, то исто су учинили момци из групе Џудас прист, али овог пута са две ритам гитаре.

## Теме
Врло важан аспекат хеви метала је визуелни стил односно имиџ. Омоти албума и сценски наступи имају исто тако важну улогу као и музика, иако се често музика истиче у први план. Сарадњом са хеви метал музичарима многи уметници настоје да што разноврснијим наступом у јавности привуку публику и потенцијалне купце. С обзиром на наведено, многи сматрају да је хеви метал један од уметнички најсложенијих музичких жанрова, сложенији од било којег другог уметничког правца. Док се уметничка слика перципира визуелним путем а симфонија чулом слуха, имиџ неког хеви метал састава и уобичајене теме о којима говори њихова музика изражавају се преко уметнички замишљених омота албума, сценског наступа, доминантног расположења у текстовима песама и начина облачења чланова групе, те, наравно, музике коју изводе.
Историчари рок музике настоје доказати да је хеви метал од западне поп музике преузео елементе ескапизма, односно бекства од стварности који се огледа у футуристичким и фантастичким текстовима песама, док је од афроамеричког блуза прихватио реалистичније елементе видљиве кроз инсистирање на губитку, депресивности и усамљености.
Ако су аудитивни и тематски аспекти хеви метала углавном под утицајем реализма покупљеног из блуза, онда су имиџ и визуелне компоненте претежно под утицајем фантастике западног попа. Теме таме, зла, снаге и апокалипсе су, заправо, метафоре за стварне животне проблеме. Као реакција на „љубав и мир“, паролу хипи супкултуре шездесетих година, хеви метал је типичан представник контракултуре где тама потискује светлост и где је срећан завршетак у попу замењен сликама голе реалности која није увек тако безбрижна као што изгледа. Иако обожаваоци тврде да тематика мрака ипак није доминантна у хеви металу, многи критичари оптужују цео жанр због инсистирања на негативним аспектима стварности.
Хеви метал обрађује много „теже“ теме неголи типични поп педесетих, шездесетих и седамдесетих година са нагласком на рату, нуклеарном уништењу, загађење животне средине, те политичкој и верској пропаганди. Песме „War Pigs“ групе Блек сабат, „Killer of Giants“ Озија Озборна, „... And Justice for All“ (као и песма „Disposable Heroes“) групе Металика, „Two Minutes to Midnight“ састава Ајрон мејден, те многе песме групе Систем оф а даун су примери озбиљних доприноса хеви метала расправи о стању ствари. Ови доприноси понекад су исувише поједностављени због чињенице да је поетски речник хеви метала обична сужен на дихотомије типа светло-тама, нада-безнађе, добро-зло, што не оставља баш превише простора за нијансе. Групе из поджанра пауер метала (као нпр. Мановер) не уклапају се у тај мрачни стереотип пошто су њихови текстови и музика бомбастични и оптимистични. Поклоници пауер метала (као и саме групе) сматрају да би метал музика требало да буде инспиративна и да уздиже целокупну музику на виши ниво.

## Утицаји класике
Што се тиче класичне музике, највећи утицај на хеви метал имали су барокни, романтичарски и модернистички композитори као што су Бах, Паганини, Вагнер и Бетовен, а у мањој мери Моцарт или Хајдн. Још раних седамдесетих Ричи Блекмор, гитариста група Дип перпл и Рејнбоу, експериментисао је на свом гитаристичком усавршавању црпећи инспирацију из класичне музике, да би га пратили Ренди Роудс и Јули Џон Рот који су осамдесетих година ту инспирацију тражили у осамнаестом веку, поготову у погледу брзине свирања и технике, а Ингве Малмстен, хеви металац „класичар“, својом је свирачком виртуозношћу инспирисао многе неокласичне уметнике као што су Мајкл Ромео, Мајкл Анџело Батио и Тони Мекалпајн.
Неки музички експерти (а и хеви метал музичари) наглашавају важност тритона у хеви металу, при чему се под тритоном мисли на дисонантни интервал који се састоји од основне ноте и повишене четворке/снижене петице што даје „тежак“, „ђаволски“ звук, тако уверљив да се претпоставља да је у средњовековној музици тај тон називан „Diabolus in Musica“ ("ђаво у музици"). Овај провокативни "тритон" често су користили романтичарски композитори и дефинитивно се одомаћио у блуз скали (за разлику од пентатонске скале) те је постао неизоставни елеменат „металске“ традиције и темељ његових соло деоница и рифова (најпознатији пример је истоимена композиција групе Блек сабат).
Каснији, барокни период западне уметничке музике такође је често преламан кроз призму готике. На пример, у композицији „Mr. Crowley“ Озија Озборна и гитаристе Рендија Роудса користи се и оргуљама налик синтесајзер и барокном музиком инспирисане гитарске соло деонице да би се створила одговарајућа атмосфера за Озборнове стихове посвећене окултисти Алистеру Кроулију. Увод у Роудсову албум из 1981, „Dairy of a Madman“, у ствари је прерађен одломак из дела „Etude #6“ класичног кубанског композитора дела за гитару Леа Броувера.
Роудс се, као и многи други гитаристи из осамдесетих година, искрено ангажовао да промовише музичку теорију као озбиљну, примењену науку, а помогао је да се у то време слабашно издаваштво часописа за учење свирања гитаре постави на здраве основе (као што је часопис Guitar for the Practicing Musician). Наравно, у већини случајева метал музичари који су од класичне музичке уметности позајмљивали техничке или изражајне финесе нису ни настојали да постану класични музичари.
У енциклопедији „Енкарта“ наводи се да „кад би текст био повезан са музиком, Бах би могао написати музичке еквиваленте вербалних идеја“, а прогресивне групе као што су Емерсон, Лејк и Палмер и Ху истраживале су овај међуоднос и пре настанка хеви метала. Пошто се хеви метал углавном бави апокалиптичним темама и призорима моћи и мрака, способност успешног преношења вербалних замисли у музику често се држи пресудном за одржавање аутентичности и кредибилитета самог жанра. Добар пример за наведено је албум групе Ајрон мејден Powerslave. На омоту албума приказан је један драматичан призор из старог Египта док се већина песама на албуму бави темама живота и смрти, уз одговарајући звучну подлогу, укључујући и композицију „The Rime of the Ancient Mariner која је заснована на песми Самјуела Тејлора Колриџа. Стив Харис, басиста Ајрон мејдена, наводи Раш и Јес, групе прогресивног рока, као оне које су највише утицале на његов рад, а треба нагласити да албум групе Раш из 1977. са називом „A Farewell to Kings“ садржи дванаестминутну песму „Xanadu“ такође инспирисану Колриџовом песмом, а која је неколико година претходила композицији групе Ајрон мејден.

## Историја

### Термин „хеви метал“
Непознато је порекло израза „хеви метал“ (тешки метал), барем када је у питању област музике. Овај термин вековима је коришћен у хемији и металургији и са тим значењем забележен је и у Оксфордском речнику енглеског језика. Синтагма „хеви метал“ у савременој се култури први пут појављује у делима познатог писца контракултуре Вилијама Бароуза. У свом роману „Мекана машина“ (енгл. The Soft Machine), објављеном 1962. године, Бароуз читаоцу представља лик „Уранца Вилија, хеви метал (тешкометалног) дерана“. У роману „Нова експрес“, објављеном две године касније, Бароуз детаљније разрађује тему, при чему термин „хеви метал“ користи као метафору за тешке дроге.
Са свим својим болестима и оргазмичким дрогама и са својим асексуалним, паразитским формама живота - народ Хевиметалаца са Урана живеше обавијен хладњикавом, плавом измаглицом дезинтегрисаних папирнатих новчаница - а Људи инсекти са Минрауда, пак, својом металном музиком.
С обзиром на период у којем су објављени ови романи (70-те године прошлог века), мало је вероватно да је Бароуз термин „хеви метал“ свесно доводио у везу са рок музиком. С друге стране, Бароузови романи су вероватни утицали на даљњу употребу овог термина.
Прву појаву термина „хеви метал“ у некој песми забележена је 1968. године у једном стиху ("heavy metal thunder" (тешкометална грмљавина)) композиције „Born to be Wild“ америчке рок групе Степенвулф.
| Волим дим, волим муње тешкометалну грмљавину горе волим трку с ветром и осећај да сам доле. |

У књизи „Историја хеви метала“ тврди се да термин потиче из говора хипија, при чему heavy означава свако мрачно расположење док metal детаљније објашњава врсту тог расположења ("металнотешко").
Реч "heavy" (са значењем озбиљног или дубокоумног) нешто раније улази у сленг контракултуре и битничког покрета и односи се на „тешку музику“, посебно ону споријег темпа која је, у ствари, била само гласнија варијација стандардног поп израза; у ствари, рок група Ајрон батерфлај ("Гвоздени лептир") прва је започела тај тренд 1967. године објаснивши своје име на омоту првог албума на следећи начин: "iron (гвоздени) - симболизује нешто тешко - као у звуку на пример; butterfly (лептир) - нешто лако, привлачно и нестално ... дакле, ствар која се лако да измаштати." Албум групе објављен 1968. назван је „Heavy“. Даља судбина термина „хеви метал“ вероватно је одређена чињеницом да је група Лед зепелин (српски: Оловни цепелин) ставила тешки метал (олово) у свој назив (овај помало шаљив назив група барем деломично дугује заједљивој опасци Кита Муна, бубњара групе Ху, да ће новоформирана група врло брзо потонути као "lead balloon", односно, оловни балон).
Тих година (касних шездесетих) енглески град Бермингам био је центар тешке индустрије па су се јавила мишљења (с обзиром на чињеницу да да је неколико рок група (Лед зепелин, Мув, Блек сабат) пореклом из Бермингама или његове околине) да би термин „хеви метал“ могао бити повезан са том индустријском граном. У биографијама групе Мув тврди се да је звук њихових „металних“ гитарских рифова био у то време прилично популаран у тим крајевима.
Санди Перлман, први продуцент, менаџер и текстописац групе Блу ојстер калт тврди да је баш он 1970. године међу првима у рок музику увео израз „хеви метал“.
Час Чандлер, бивши менаџер групе Џими Хендрикс експиријенс пласирао је тешко одрживу хипотезу о пореклу жанра. Наиме, он је у емисији телевизијске куће PBS „Рок енд рол“, 1995. године, тврдио да је "... тај термин (хеви метал) први пут био употребио музички критичар часописа Њујорк тајмс у рецензији једног Хендриксовог концерта“ при чему је, за аутора чланка, музика групе Џими Хендрикс експиријенс била "... као слушање тешког метала који пада са неба." Ипак, тачан извор ове тврдње никад није пронађен тако да је њена поузданост упитна.
Прва поуздана употреба термина „хеви метал“ као музичког жанра забележена је у рок часопису Крим у броју од 17. маја 1971. године и то у рецензије дела Сер Лорда Балтимора „Долази краљевство“. У једном делу рецензије стоји: „Лорд Балтимор је, изгледа, у овој књизи употребио све своје најбоље тешкометалне трикове“. Дејвид Марш и Лестер Бангс, музички критичари часописа „Крим“, потом се често користили тај израз у својим рецензијама, посебно оним које се односе на групе Лед зепелин и Блек сабат.
Појава „хеви метала“ у почетку је била дочекана са подсмехом, али је нови жанр убрзо био прихваћен. У то време већ етаблирани бендови (као што је Дип перпл на пример) који су имали своје исходиште у попу и прогресивном року, врло брзо су се преобразили у ортодоксне „хевиметалце“ агресивно уводећи у свој сценски наступ дисторзирани звук и гомилу појачала.

### Почеци (60-те и ране 70-те)
Амерички блуз је био веома популаран и утицајан код раних британских рокера; групе попут Ролингстонса и Јардбердса снимали су обраде класичних блуз композиција, понекад убрзавајући темпо песме и користећи електричну гитару уместо акустичне. Као последица таквог приступа блузу и другим типовима афроамеричке музике настао је рокенрол као музички жанр, а највеће заслуге за то припадају Елвису Преслију.
Тако појачан и убрзан блуз био је резултат интелектуално-уметничког експериментисања а достигао је виши ниво тек када су музичари почели да испитују могућности новог музичког инструмента - електричне гитаре - све са намером да произведу што јачи и дисонантнији звук. Док су у блуз-року бубњари ограничили на неприметне, „пузеће“ ритмичке ударе на малим батеријама бубњева, хеви метал бубњари били су присиљени на снажнији, комплекснији и гласнији приступ да би могли парирати све јачем звуку електричних гитара.
Технику су морали променити и певачи који су се све више ослањали на појачиваче гласа а њихова изведба је постала стилизованија и драматичнија. Истовремено са напретком извођачке технике напредовала је и техника снимања звука чиме се „хеви метал“ музика могла успешно сачувати на носачима звука.
Остали утицаји укључују групу Ванила фаџ која је успорила темпо поп песама и убацила елементе психоделичне музике у поп мелодију, слично као што су што су ране британске рок групе Ху и Кинкс „утабале пут“ каснијим хеви метал стиловима коришћењем базичних акорда и много агресивнијом интерпретацијом. Следећи кључни фактор је деловање групе Крим која је у рок музику увела моћни трио-поставу (трочлани рок бенд са гитаристом, басистом и бубњаром) која постаје препознатљива одредница хеви метал жанра. Песма групе Кинкс „You Really Got Me“ из 1965. године сматра се прототипом хеви метал песме.
До краја 1968, звукови „тешког блуза“ постају све чешћи - многи обожаваоци и теоретичари жанра указују на то да је група Блу чир обрадом хита Едија Кокрана „Summertime Blues“ направила прву праву хеви метал песму. С друге стране, проучаваоци рада Битлса указују на чињеницу да су песма „Helter Skelter“ са Белог албума те сингл „Revolution“ из 1968. поставили нове стандарде у погледу дисторзије и агресивности звука на неком поп албуму. У новембру 1968. група Дејва Едмунда Лав скалпчер објавила је „хеви“ верзију композиције „Плес са сабљама“ Арама Хачатурјана. Албум „Truth“ састава "Џеф Бек груп“ био је важан и утицајан рок албум објављен кратко пре првог албума групе Лед зепелин, па су неки (поготово британски љубитељи блуза) тврдили да је то заправо први хеви метал албум уопште. Овде треба навести и сингл групе Јардбердс „Think About It“ са звуком сличном ономе који је касније развио Џими Пејџ са групом Лед зепелин.
Исто тако, композиција прогресивне рок групе Кинг кримсон „21st Century Schizoid Man“ са њиховог дебитантског албума „In the Court of the Crimson King“ садржавала је мноштво тематских, композицијских и музичких карактеристика новог жанра - до крајности дисторзиран звук гитаре, растргане соло деонице гитаристе Роберта Фрипа и изобличени вокал Грега Лејка, са текстовима који описују дегенерисаног човека будућности, доминантно мрачног расположења.
Било како било, албум „Led Zeppelin“ групе Лед зепелин, објављен 1969. године, најавио је рађање новог жанра. Занимљиво је да данашњи „металци“ све прве хеви метал групе - Лед зепелин, Дип перпл, Јураја Хип, Ју-еф-оу и Блек сабат - називају хард рок уместо хеви метал групама, поготову оне групе које су по звуку биле ближе традиционалном року. У суштини, ова два термина се најчешће наизменично користе, посебно када је реч о седамдесетим годинама прошлог века. Истину говорећи, ни многи наведени бендови нису сами себе сматрали „хеви метал бендовима“, већ само да се неке њихове песме и албуму могу везати за жанр „хеви метала“.

### Класични хеви метал (крај 70-их и почетак 80-их)
Хеви метал касних седамдесетих и раних осамдесетих година прошлог века предмет је многих спорова међу историчарима музике. Једни су указивали на чињеницу да су стадионске рок групе попут групе Блу ојстер калт биле прилично популарне код шире публике те да је лосанђелеска глам метал сцена била у снажном узлету, поготову у осамдесетим. Други критичари су занемаривали или потцењивали значај наведених група и посветили су се проучавању деловања аутора као што су Еди Ван Хејлен, Ренди Роудс и слични, у чијој музици су се осећали класични утицаји. Трећи су упорно истицали важност једног процеса са краја седамдесетих - плодоносног „укрштања“ хеви метала са младалачки продорним панк роком (најпознатији пример група Секс пистолс) што је кулминирало појавом новог таласа британског хеви метала почетком осамдесетих предвођеног групама као што су Џудас прист и Ајрон мејден. Обе групе су убрзо постале врло популарне у хеви метал круговима.
Неки опет верују, укључујући и чланове познатих хеви метал група, да је дефинитивни и прави хеви метал жанр одређен трима раним албумима групе Џудас прист: „Sad Wings Of Destiny“ (1976), „Sin After Sin“ (1977), и „Stained Class“ (1978).
Иако неки теоретичари жанра као претходнике чистог хеви метала наводе и групу Рејнбоу те касније албуме групе Дип перпл (као што су „Burn“ и „Stormbringer“), остаје општеприхваћено мишљење да ове групе ипак припадају жанру „хард рока“. Остале групе врло брзо су прихватиле тренд настао са групом Џудас прист - настојање да се иде и даље од дотад углавном ексклузивног коришћења блуз скале инкропорисањем дијатонских поступака у своје соло деонице. Овај знатно сложенији приступ ускоро се одразио и на настанак многих поджанрова хеви метала што је, уз техничку виртуозност рок музичара, главни допринос класичне музике и џеза (преко прогресивног рока) жанру (хеви) метала.
Пример виртуозног свирања гитаре у то време био је Еди Ван Хејлен чији се соло у песми „“ са албума („Van Halen“, 1978) означава као прекретница. Ричи Блекмор (бивши члан Дип перпла), Ренди Роудс (са Озијем Озборном и групом Квајет рајот) те Ингве Малмстен још су унапредили технику свирања гитаре; у неким случајевима, на хеви метал концертима и албумима користила се класична гитара са најлонским жицама, као у песми „“ са албума „Blizzard of Ozz“ Рандија Роудса. Иконе класичне музике као, рецимо, Лајона Бојд, такође су почели сарађивати са звездама хеви метала у располућеном гитаристичком братству где су често припадници „старе гарде“ били присиљени да „одмеравају снаге“ са млађим и агресивнијим колегама.
Ова нагла експанзија ипак се временом успорила кроз музику Ронија Џејмса Дија (који је извесно време фигурирао као један од главних вокала групе Блек сабат), да би се тај тренд наставио музиком група Џудас прист и Ајрон мејден који су, вероватно, коначна и потпуна материјализација „чистог“ хеви метала чији почеци се вежу за „родоначелнике“ жанра: Џимија Хендрикса и групе Лед зепелин, Дип перпл и Блек сабат.

### Доминација мејнстрима (80-те године)
Најпопуларнији поджанр хеви метала настао је осамдесетих година прошлог века у Сједињеним Америчким Државама кроз музику глам метал бендова а средиште ових догађаја био је Лос Анђелес.
Први талас глам метала укључивао је групе Мотли кру, Рат, Васп, Докен и Твистед систер. Све те ране глам метал групе биле су под снажним утицајем таквих хеви метал имена као што су групе Дип перпл, Блек сабат и Кис па су се у већини њихових песама могли чути жестоке гитаристичке соло деонице. Концертни имиџ група као што су Мотли кру и Васп био је заснован на концертним наступима Алиса Купера и групе Кис са честим излетима у поджанр шок рока.
На овај или онај начин, глам метал је изразито доминирао "мејнстрим" рок миљеом од раних осамдесетих па све до 1992. године када бива потиснут нарастајућом популарношћу гранџа и репа. У то време и извођачи као што су Дио, Ози Озборн те група Џудас прист експериментишу са увођењем глам метал израза у своју музику.
Појава овог поджанра проузроковала је и извесне поделе у нарастајућој „металној“ сцени осамдесетих, првенствено захваљујући изразито феминизованом изгледу глам метал група као што су Поизон и Бон Џови.

### Андерграунд (80-те, 90-те и крај века)
Многи поджанрови хеви метала настали су осамдесетих година. Међу њима је био и један поджанр који се развио мање под утицајем метал хард рока, а много више под упливом хардкор панка а назван је треш метал. Звук треш метала био је агресивнији, бучнији и бржи у односу на звук пионира метал жанра или на звук њима сличних глам метал група.
Пионири поджанра биле су групе популарно назване „Велика четворка треша“, а ту су спадали Антракс, Мегадет, Металика и Слејер а асистирали су им Тестамент и Егзодус (обе из Сан Франциска), док су брзу популарност стекли Оверкил из Њу Џерзија те бразилска Сепултура. У поређењу са многим популарним поджанровима, треш метал је са разлогом могао носити епитет „андерграунд“ с обзиром на мале тираже албума и на релативно слабији третман у медијима. Изузетак од тог правила била је група Металика која је своје албуме редовно објављивала у милионским тиражима и која се осамдесетих година чак попела на 6. место Билбордове топ листе са албумом „...And Justice for All“. Ипак, у деведесетим су тиражи издања треш метала порасли, поготову код „велике четворке“.
Почетком и средином осамдесетих, треш се почиње гранати на дет метал (назив је вероватно потекао од истоимене песме групе Позест са њеног албума „Seven Churches“) са групама Позест и Дет као најистакнутијим представницима поджанра и блек метал (појава термина поклапа се са објављивањем албума „Black Metal“ групе Веном код које се, парадоксално, врло брзо губе најзначајније особине жанра као што су, на пример, вокали слични звуку циркулара), те данска група Мерсифул Фејт која је међу првима увела обичај "корпс пејнта“ - црно-белог шминкања целог тела комбинованог са сатанистичким и паганским темама песама. Кључне групе из тог периода су и Батори (то је једна од првих правих блек метал група иако касније у њиховим песмама почињу доминирати викиншке теме) те група Мејхем.
У осамдесетим и деведесетим годинама развој пауер метала, поготову у Европи, креће у сасвим супротном правцу од развоја дет метала и треша задржавањем антикомерцијалног става и снаге хеви метала, али са нагласком на ведрим и епским темама и мелодијама. Такође, пауер метал групе почињу ангажовати певаче високих и чистих гласова налик гласовима певача „новог таласа британског хеви метала“ као што су Брус Дикинсон и Роб Халфорд, а као сушта супротност певању сличном самртном хропцу код неких других поджанрова. У Европи и Јужној Америци врло популарна постаје америчка група Мановор која је међу првима почела свирати пауер метал и обрађивати викиншку и неопаганску тематику у својим песмама.
У осамдесетим годинама такође се појављује прогресивни метал, фузија прогресивног имиџа група као што су Раш и Кинг Кримсон и хеви метала уз иноваторе као што су Фејтс ворнинг, а касније Квинсриш и Дрим тијатер, који су у ери глам рока уживали запажену подршку широке публике.

### Алтернативни метал/Ну метал (крај 20. и почетак 21. века)
Период мејнстрим доминације метал жанра завршио се појавом групе Нирвана и осталих гранџ група које су најавиле узлет новог жанра - алтернативног рока.
Појавом алтернативног рока, групе које су биле активне све од осамдесетих година постају све популарније и привлаче пажњу шире публике. Заправо, групе које су искористиле повољан сплет околности и фузионисале алтернативни рок и хеви метал стварају хибридни жанр назван алтернативни метал. У алтернативни метал спада широка лепеза група, почевши од гранџу блиске групе Алис ин чејнс, преко готик роком инспирисаних Џејн'с адикшон, ноис роком задојене групе Вајт зомби, до група код којих су се осећали утицаји разних других алтернативних жанрова. Група Ред хот чили пеперс у свој алтернативни рок убацује елементе панка, фанка, хип хопа и метала, Глен Данзиг кроз своју групу Данзиг наставља своје музичко сазревање од панк почетака, преко детрока (са групом Самхејн) све до ортодоксоног метала, група Министри убацује елементе метала у своју индустријску музику, а Прајмус комбинује елементе прогресивног рока, фанка, панка, треш метала и експерименталне музике.
Како је популарност алтернативног метала све брже расла, тако су многе значајне групе жанра, укључујући Фир фактори, Хелмет, Мерилин Мансон, Рејџ агејнст машин и Тул, постале узор свим новим младим групама. Ускоро је постало очигледно да је на помолу стварање новог жанра који није био само хибрид алтернативног рока и хеви метала а који је постао познат као ну метал. У најзначајније представнике ну метала спадају Корн, Лимп бизкит и Слипкнот. Првенствено захваљујући честом емитовању ну метал спотова на МТВ-у те појави новог метал музичког фестивала, Озфеста, који је 1996. године основао Ози Озборн, ну метал групе постижу запажен успех код широке публике, а групе Линкин парк, са продатих 35 милиона албума, постаје парадигма тог успеха. На крилима великог комерцијалног успеха ну метал група покренуте су и многе расправе око тога да ли је ну метал прави метал жанр, при чему љубитељи екстремног метала сложно тврде да није. Последњих година на Озфесту наступају и многе металкор групе популаришући тако и сам жанр. Неки металкор виде само као епигонску верзију ну метала, док други сматрају да ће нови поджанр постати исто тако популаран и „тренди“ као и ну метал.
Група Пантера постаје најзначајнији представник грув метала, касног посттреш поджанра класичног хеви метала. Спорији и слушљивији метал постаје све прихваћенији када многе нове групе одбаце све јаловији и безличнији утицај ну метал група у замену за блузерски, дубоки звук оригиналних хеви метал група као што је, на пример, била група Лед зепелин. Најистакнутији представник првог таласа хеви метал препорода била је, ван сваке сумње, група Тајп Оу негатив, која не крије да је под снажним упливом музике групе Блек сабат, па чак и каснијих радова Битлса. Све ово доводи до праве експлозије популарности дум метала као и поновног пораста интереса за музику раних хеви метал група.

### Препород традиционалног хеви метала
Средином прве деценије 21. века почиње препород хеви метала, са групама чија је музика под снажним упливом музике пионира жанра из седамдесетих година - група Лед зепелин, Блек сабат и Дип перпл.
У ове нове групе спадају Волфмадер, Илуминати, Вичкрафт, Сорд, Вич те ирска група Ансер. Ове групе у последње време добијају велик простор у часописима о популарној музици као што су Револвер, Керанг!, Гитар ворлд и поготово Класик рок магазин, који је групи Ансер доделио титулу "Најбоље нове групе у 2005.". Албум групе Волфмадер попео до 25. места британске топ-листе албума и до 22. места америчке (Билбордове) листе у 2005. години.
Независно од овог помало декадентног тренда у „мејнстрим“ хеви металу, андерграунд метал се и даље развија и постаје све популарнији. Можда најуспешнија нова група група која изводи „прави метал“ је британска пауер метал група Драгонфорс, чији се сингл и видеоспот „Through The Fire and Flames“ непрестано емитују на радију и на МТВ-ју. Група Чилдрен ов Бодом, која је активна већ целу деценију, такође постаје позната у светским размерама.
Такође, неколико поновних окупљања пионирских хеви метал група додатно је подгрејало интересовање за класични метал. Поновно окупљање групе Блек сабат 1997. године, као и враћање Бруса Дикинсона у Ајрон мејден 1999. године и Роба Халфорда у Џудас прист 2003, усмерило је пажњу млађе публике ка старијим групама.

## Културолошки аспекти
Гласно изражени нонконформистички ставови хеви метал музичара у многим земљама су узроковали несугласице између обожаваоца хеви метала (познатих као хевиметалци) и „мејнстрим“ популације. Неслагања су првенствено била проузрокована крутим ставовима шире друштвене заједнице (поготову у конзервативним друштвима) за коју је хеви метал супкултура била промотор хедонизма и генератор повременог јављања антирелигијских осећања. У Јордану, на пример, 2001. године законом су забрањени сви албуми групе Металика, па чак и они који су тек требало да буду објављени. У Европи и Америци, главнину љубитеља хеви метала чинили су бели тинејџери или белци у двадесетим годинама; многе од њих хеви метал је привукао својим антисоцијалном лириком (иако је у њој било много елемената фантазије) те бучном музиком и брзим темпом. Тако је и настало стереотипно објашњење за адолесцентско махање главом при слушању ове музике, по ком једини разлог таквог „декадентног“ понашања лежи у прекомерној изложености гласној и морбидној хеви метал музици. Овај стереотип је обрађен и у популарној култури, односно у ТВ-серијалима и филмовима као што су "Бивис и Батхед" и "Празноглавци." Помпезни и неконтролисани наступи хеви метал група (поготово глам металаца) такође су пародирани, најефектније у филму This Is Spinal Tap (видети такође феномен зван хеви метал „умлаут“).
Многи обрасци понашања настали у оквиру хеви метала постали су део свакодневице; на пример, показивање "ђавољих рогова" кажипрстом и малим прстом, које је постало популарно захваљујући Ронију Џејмсу Дију, сада је неизоставни део иконографије многих рок концерата. Други сматрају да је тај знак постао популаран појавом на омоту албума групе Кис's „Love Gun“. Заправо, тренд кокетирања са тематиком окултног, започет током седамдесетих и осамдесетих година прошлог века у песмама група Блек сабат, Ајрон мејден, Кис, Мерсифул фејт, Џудас прист, Лед зепелин, Мотли кру, Васп те музичара Озија Озборна и Алиса Купера покренуо је лавину оптужби хришћанских фундаменталиста да је хеви метал "Сатанино дело“. Још једна од популарних предрасуда тог времена била је да хеви метал музика садржи скривене поруке које терају слушаоца на службу Ђаволу или чак на самоубиство (види Џудас прист, поруке код слушања песама уназад и манифестације сатанизма у популарној култури).
Мање је познат утицај комплексне музичке структуре хеви метала на авангардну класичну музику названу "нова комплексност", поготову на радове Брајана Фернихафа, оснивача жанра, затим Мајкла Финисија, Џејмса Дилона те америчког композитора Џејсона Екарта.
Године 2006, први пут у историји такмичења за Песму Евровизије, победио је један хеви метал бенд. Радило се о финској групи Лорди и њиховој композицији „Hard Rock Hallelujah“. Овим догађајем неочекивано је изневерена евровизијска традиција пошто су до тада прва места на том такмичењу увек освајале баладе или лагане поп песме. Такође, Финска је први пут победила на овом такмичењу, а њен успех је утолико већи уколико се зна да јој је дотадашњи најбољи пласман био шесто место.

## Слични жанрови
Раније поменути хард рок блиско је повезан са хеви металом (па се понекад оба термина користе као синоними), али ипак се дефиниција хард рока не поклапа у потпуности са „правоверном“ дефиницијом хеви метала. Иако је то музика која се, као и хеви метал, заснива на звуку гитаре и гитаристичким рифовима, тематски и у погледу изведбе ипак се разликује од музике најпознатијих хеви метал група. Најбољи пример за наведену тврдњу је група Ху касних шездесетих и раних седамдесетих година прошлог века, као и друге групе из каснијег периода, као што су Квин (која је битно утицала на развој хеви метала), AC/DC, Аеросмит, Кис, Тин Лизи и немачка група Скорпионс.
Глам рок, жанр из седамдесетих, заснивао се на „тешком“, истрганом гитарском звуку, химничним песмама и театралном имиџу. Група Ти рекс, затим музичари Дејвид Боуи (посебно као алтер-его Зиги Стардаст) и Алис Купер су најпопуларнији представници овог поджанра.
Мора се поменути и међусобни утицај панка, хардкор панка и хеви метала. Типичан пример је група Моторхед; Леми Килмистер, лидер групе, једно време је био члан панк групе Демнед и покушавао је (неки кажу неуспешно) да научи Сида Вишоса да свира бас-гитару.
И алтернативни рок, поготову гранџ, деломично се развијао под упливом хеви метала. Чак су се неке гранџ групе, као на пример Саундгарден и Алис ин чејнс у почетку рекламирале као метал групе, пре него што је алтернативни рок постао респектабилна комерцијална појава.

### Плес
У метал култури развили су се и неки универзални покрети тела као што су махања главом (headbanging), скакања са бине (stage diving), „шутка“ (moshing) и свирање невидљиве гитаре. Од разних гестова најзанимљивије је показивање „ђавољих рогова“ кажипрстом и малим прстом.

## Врсте метала
- Хеви метал (Ајрон мејден, Џудас прист, Саксон) - Хеви метал у ужем смислу настао је крајем 70-их и почетком 80-их година прошлог века у Енглеској под називом "нови талас британског хеви метала". Карактеришу га мелодичне гитарски звук и вриштећи вокали.
- Пауер метал (Блајнд гардијан, Хамерфол, Драгонфорс) - За нијансу бржи и мелодичнији од хеви метала са мало тежим звуком ритам гитара.
- Прогресивни метал (Дрим тијатер) - Непарни ритмови, сложени рифови и виртуозне соло деонице.
- Треш метал (Металика, Мегадет, Слејер, Антракс, Сепултура, Содом, Кријејтор, Пантера) - Треш метал је настао почетком 80-их. Музика је сирова, мање се ослања на мелодију, а више на жестину. Честе су социјалне и бунтовничке теме.
- Спид метал (Хеловин, Ранинг Вајлд, Грејв Дигер, Моторхед) - Спид метал је бржи од хеви метала, али задржава његову мелодичност.
- Блек метал (Диму боргир, Импејлд назарин, Кредл ов Филт, Сатурејшен, Бурзум) - Брз, тежак и мелодичан звук. Посебно је популаран у скандинавским земљама. Стихови песама понекад имају антихришћанске поруке.
- Дет метал (Дет, Морбид ејнџел, Канибал корпс) - Екстремно бруталан звук и музичка виртуозност. Брутални вокали, текстови углавном неразумљиви.
- Дум метал (Аморфис, Мај дајинг брајд, Анатема) - Спор, дубок и тежак звук са мелодикама.
- Готик метал (Тијатер оф траџеди, Витин темптејшн) - Настао је симбиозом готик културе и метала. Спор, дубок и мелодичан звук. Чести су високи женски вокали.
- Симфонијски метал (Најтвиш, Хагард, Империја, Ливс Ајз) - Сличан готик металу, само мелодичнији и певљивији.
- Ну метал (Корн, Слипкнот, Линкин парк, Рејџ агејнст д машин, Лимп бизкит) - Настао под утицајем хард-кора и хип-хопа на метал. Тежак гитарски звук, испрекидани ритмови, вокали су знатно разумљивији.
- Пост метал (Тул, Перфект сиркл) - Мешавина хеви метала и пост рока, са утицајима слаџ метала.
- Грајнд кор (Напалм дет, Дајинг фетус) - Настао фузијом панка и треш-дет метала. Екстремно брз, тежак и бруталан звук и брутални, неразумљиви вокали.
- Индустријал метал (Министри, Рамштајн, KMFDM) - Настао фузијом метала и индустријске музике.
- Металкор (Килсвич Ингејџ, Даркест Аур, Хетера) - Настао фузијом хард-кор панка и екстремног метала.
- Деткор (Вајтчепел, Ол Шел Периш, Диспајзд Ајкон, Карнифекс, Виндс ов Плејг) - Настао фузијом металкора и дет метала.
- Слаџ метал (Мелвинс, Кроубар, Мастодон) - Мешавина дум метала и хардкор панка.
- Стоунер метал (Ом, Квинс оф д стоун ејџ, Есид Кинг, Електрик Визард) - Комбинује елементе психоделичног рока, блуз рока, дум метала и традиционалног хеви метала.